# Shahrestān di Varamin
Lo shahrestān di Varamin (farsi شهرستان ورامین) è uno dei 16 shahrestān della provincia di Teheran, il capoluogo è Varamin ed è suddiviso in 2 circoscrizioni (bakhsh):
- Centrale (بخش مرکزی)
- Javadabad (بخش جوادآباد), con la città di Javadabad.